# Lista de álbuns número um em 2004 (Portugal)

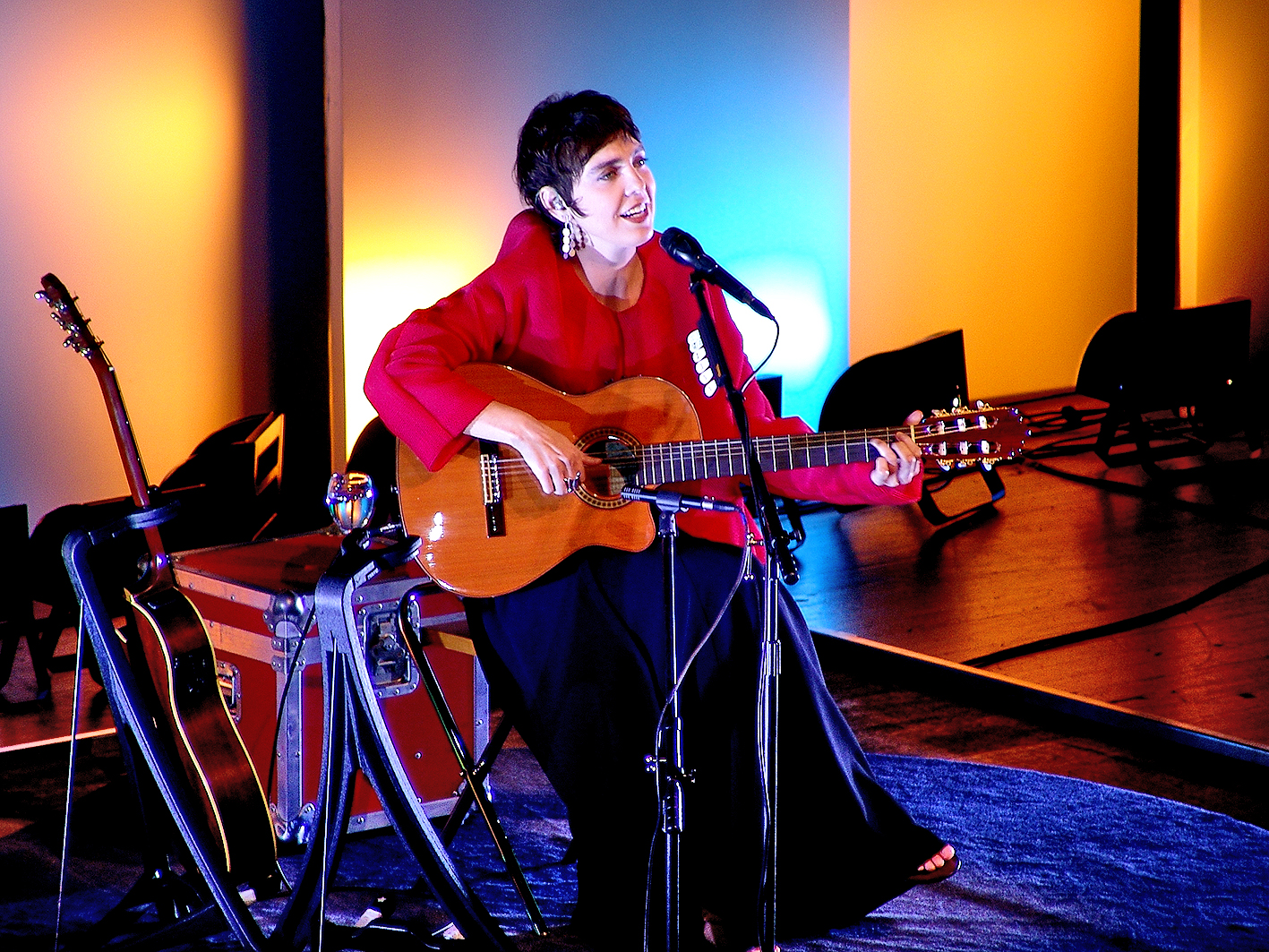
A cantora brasileira Adriana Calcanhotto foi o segundo melhor acto estrangeiro nas tabelas portuguesas, com sete semanas na liderança.

Este anexo lista os álbuns número um em Portugal no ano de 2004, resultados compilados pela Associação Fonográfica Portuguesa. A tabela musical classifica o desempenho de discos no país. Os resultados finais são transmitidos através do programa Top + do canal televisivo RTP 1.
Desde de 4 de Janeiro até ao final do ano, foram quinze os artistas que alcançaram o topo da tabela portuguesa, sendo três nacionais e doze internacionais. O cantor português Rui Veloso iniciou o ano na liderança, perfazendo sete semanas com mais seis do ano de 2003. O grupo nacional Madredeus esteve três semanas na primeira posição com o seu sexto álbum de estúdio Um Amor Infinito, e pelo mesmo número de vezes, Xutos e Pontapés com Mundo ao Contrário. Seguindo-se o quarto artista nacional, Rodrigo Leão, com o seu álbum a solo obteve uma semana de liderança.
A banda moldava O-Zone foram os artistas que mais semanas estiveram no topo da tabela musical portuguesa, oito semanas consecutivas, sendo também o melhor acto internacional, com o seu primeiro álbum a ser certificado com platina. Por menos uma semana, a cantora brasileira Adriana Calcanhotto, também com o seu disco platinado Adriana Partimpim. Diana Krall também esteve seis semanas seguidas na primeira posição, e a banda U2 obteve quatro topos com o seu décimo primeiro projecto, o mesmo número de vezes para Maria Rita, Russell Watson e Norah Jones. O grupo Evanescence estreou-se com uma semana na primeira posição com o seu álbum de estreia platinado Fallen.

## Histórico

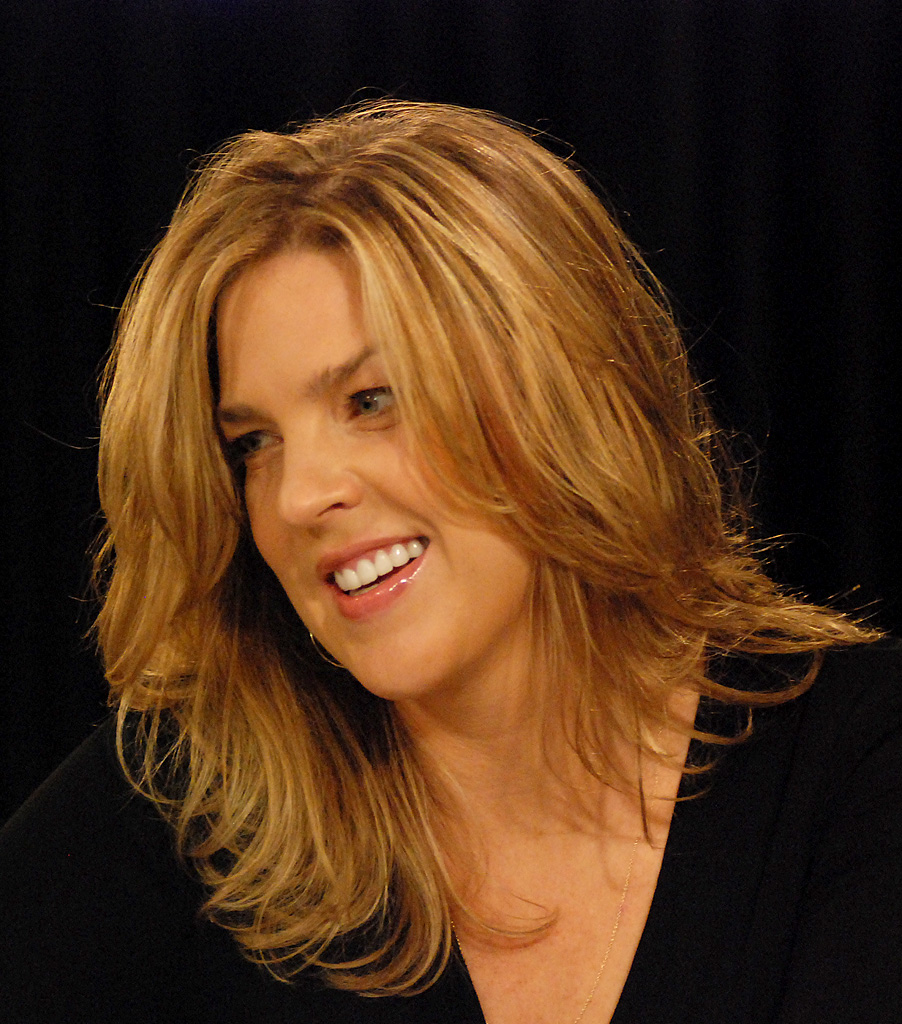
A artista internacional Diana Krall esteve seis semanas consecutivas em primeiro lugar.

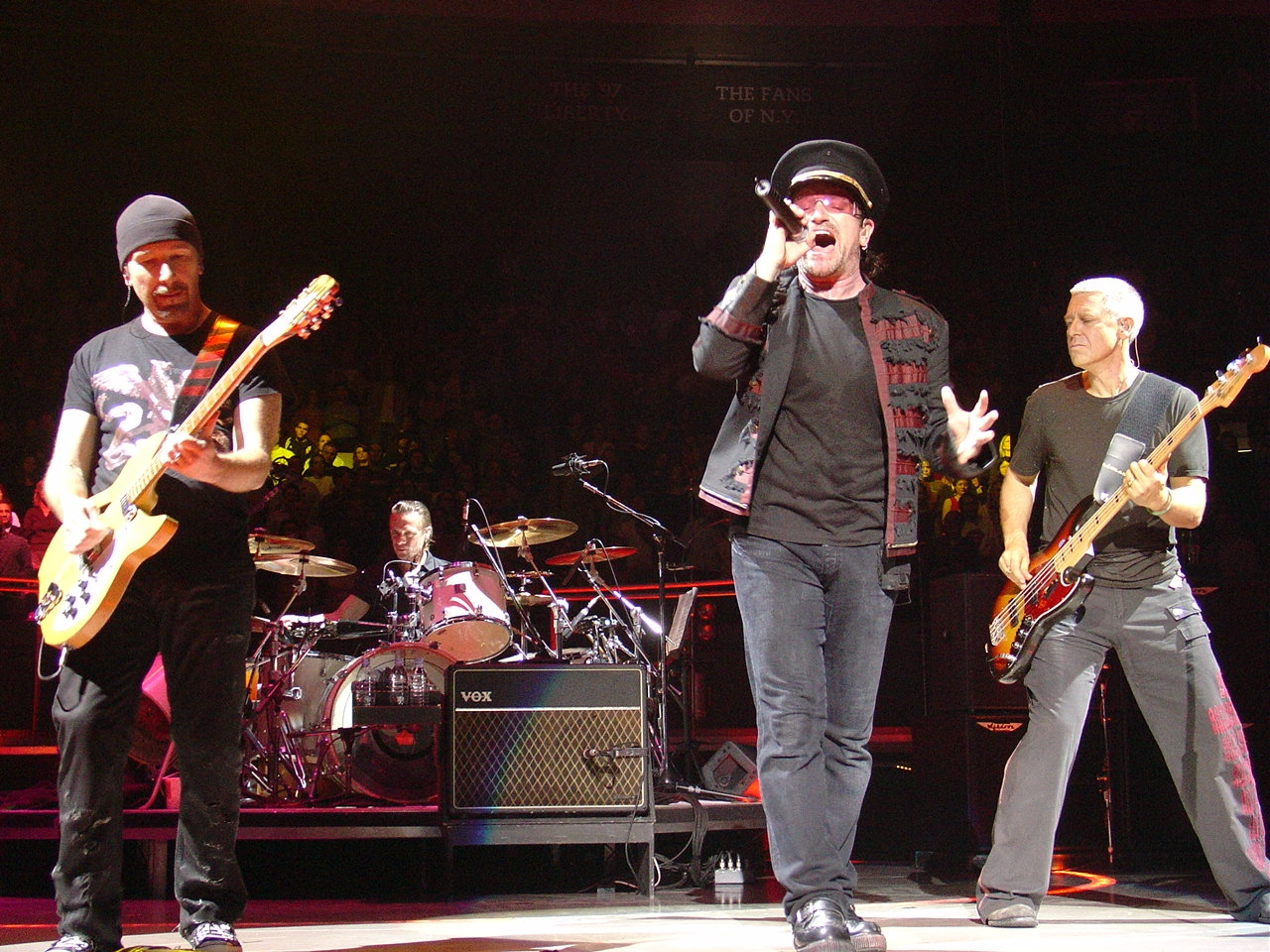
A banda britânica U2 esteve quatro semanas no topo e o seu álbum, How to Dismantle an Atomic Bomb, foi certificado com disco de platina.

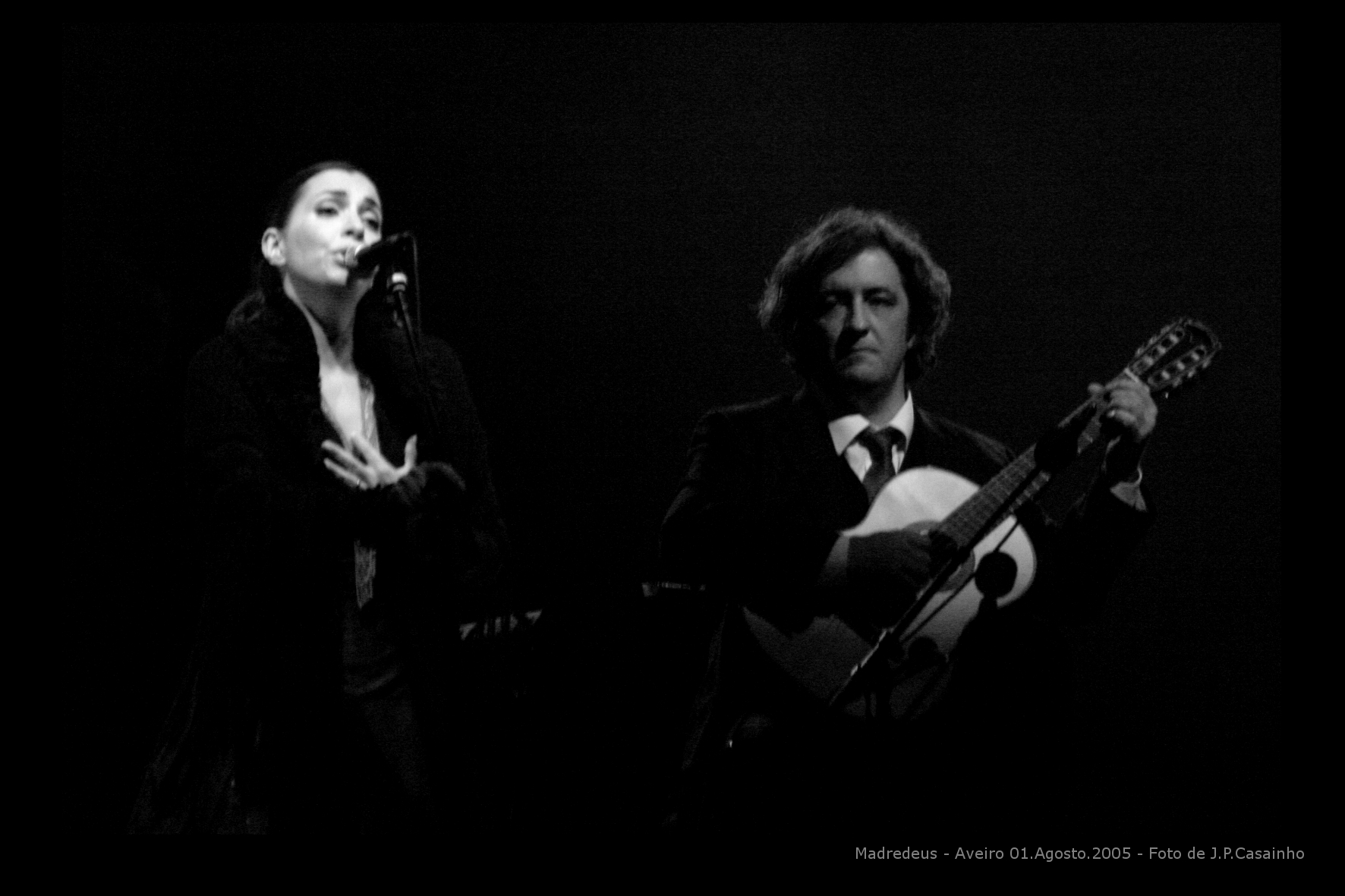
Madredeus com Um Amor Infinito esteve três semanas na liderança, sendo que o projecto acabou por obter disco de ouro em 17 semanas de permanência na tabela.

| Data            | Álbum                                    | Artista(s)          | Referência |
| --------------- | ---------------------------------------- | ------------------- | ---------- |
| 4 de Janeiro    | O Concerto Acústico                      | Rui Veloso          | [ 3 ]      |
| 11 de Janeiro   | Maria Rita                               | Maria Rita          | [ 4 ]      |
| 18 de Janeiro   | Maria Rita                               | Maria Rita          | [ 5 ]      |
| 25 de Janeiro   | Maria Rita                               | Maria Rita          | [ 6 ]      |
| 1 de Fevereiro  | Maria Rita                               | Maria Rita          | [ 7 ]      |
| 8 de Fevereiro  | Fallen                                   | Evanescence         | [ 8 ]      |
| 15 de Fevereiro | Feels like Home                          | Norah Jones         | [ 9 ]      |
| 22 de Fevereiro | Feels like Home                          | Norah Jones         | [ 10 ]     |
| 29 de Fevereiro | Feels like Home                          | Norah Jones         | [ 11 ]     |
| 7 de Março      | Feels like Home                          | Norah Jones         | [ 12 ]     |
| 14 de Março     | The Voice                                | Russell Watson      | [ 13 ]     |
| 21 de Março     | The Voice                                | Russell Watson      | [ 14 ]     |
| 28 de Março     | The Voice                                | Russell Watson      | [ 15 ]     |
| 4 de Abril      | The Voice                                | Russell Watson      | [ 16 ]     |
| 11 de Abril     | The Girl in the Other Room               | Diana Krall         | [ 17 ]     |
| 18 de Abril     | The Girl in the Other Room               | Diana Krall         | [ 18 ]     |
| 25 de Abril     | The Girl in the Other Room               | Diana Krall         | [ 19 ]     |
| 2 de Maio       | The Girl in the Other Room               | Diana Krall         | [ 20 ]     |
| 9 de Maio       | The Girl in the Other Room               | Diana Krall         | [ 21 ]     |
| 16 de Maio      | The Girl in the Other Room               | Diana Krall         | [ 22 ]     |
| 23 de Maio      | Um Amor Infinito                         | Madredeus           | [ 23 ]     |
| 30 de Maio      | Um Amor Infinito                         | Madredeus           | [ 24 ]     |
| 6 de Junho      | Um Amor Infinito                         | Madredeus           | [ 25 ]     |
| 13 de Junho     | Mundo ao Contrário                       | Xutos e Pontapés    | [ 26 ]     |
| 20 de Junho     | Mundo ao Contrário                       | Xutos e Pontapés    | [ 27 ]     |
| 27 de Junho     | Mundo ao Contrário                       | Xutos e Pontapés    | [ 28 ]     |
| 4 de Julho      | Cinema                                   | Rodrigo Leão        | [ 29 ]     |
| 11 de Julho     | Adriana Partimpim                        | Adriana Calcanhotto | [ 30 ]     |
| 18 de Julho     | Adriana Partimpim                        | Adriana Calcanhotto | [ 31 ]     |
| 25 de Julho     | Adriana Partimpim                        | Adriana Calcanhotto | [ 32 ]     |
| 1 de Agosto     | Adriana Partimpim                        | Adriana Calcanhotto | [ 33 ]     |
| 8 de Agosto     | Adriana Partimpim                        | Adriana Calcanhotto | [ 34 ]     |
| 15 de Agosto    | Adriana Partimpim                        | Adriana Calcanhotto | [ 35 ]     |
| 22 de Agosto    | Adriana Partimpim                        | Adriana Calcanhotto | [ 36 ]     |
| 29 de Agosto    | DiscO-Zone                               | O-Zone              | [ 37 ]     |
| 5 de Setembro   | DiscO-Zone                               | O-Zone              | [ 38 ]     |
| 12 de Setembro  | DiscO-Zone                               | O-Zone              | [ 39 ]     |
| 19 de Setembro  | DiscO-Zone                               | O-Zone              | [ 40 ]     |
| 26 de Setembro  | DiscO-Zone                               | O-Zone              | [ 41 ]     |
| 3 de Outubro    | DiscO-Zone                               | O-Zone              | [ 42 ]     |
| 10 de Outubro   | DiscO-Zone                               | O-Zone              | [ 43 ]     |
| 17 de Outubro   | DiscO-Zone                               | O-Zone              | [ 44 ]     |
| 24 de Outubro   | Greatest Hits                            | Robbie Williams     | [ 45 ]     |
| 31 de Outubro   | Greatest Hits                            | Robbie Williams     | [ 46 ]     |
| 7 de Novembro   | Greatest Hits                            | Robbie Williams     | [ 47 ]     |
| 14 de Novembro  | Love Songs: A Compilation... Old and New | Phil Collins        | [ 48 ]     |
| 21 de Novembro  | Love Songs: A Compilation... Old and New | Phil Collins        | [ 49 ]     |
| 28 de Novembro  | How to Dismantle an Atomic Bomb          | U2                  | [ 50 ]     |
| 5 de Dezembro   | How to Dismantle an Atomic Bomb          | U2                  | [ 51 ]     |
| 12 de Dezembro  | How to Dismantle an Atomic Bomb          | U2                  | [ 52 ]     |
| 19 de Dezembro  | How to Dismantle an Atomic Bomb          | U2                  | [ 53 ]     |
| 26 de Dezembro  | Best 1991-2004                           | Seal                | [ 54 ]     |